# Mercato contendibile
La teoria dei mercati contendibili, sviluppata da William Baumol, Robert Willig e John C. Panzar, sostiene che non solo il grado di concorrenza del mercato influenza la quantità offerta e il suo prezzo, ma anche l'esistenza di una minaccia di concorrenza.

Infatti, se un altro soggetto avesse la possibilità di entrare in un mercato monopolistico con una nuova impresa, il comportamento del monopolista cambierebbe e diventerebbe più simile a quello di un produttore in concorrenza perfetta.

Una siffatta evenienza può capitare quando ci troviamo in un mercato perfettamente contendibile, cioè quando i costi di entrata e di uscita nel mercato, da parte di potenziali rivali con la stessa tecnologia del monopolista, sono nulli, e quindi nuove imprese entreranno, molto rapidamente, nel mercato, attirate dalla possibilità di ottenere extra profitti, ed eroderanno l'ammontare del profitto del monopolista, riducendolo al livello del profitto normale.

Si comprende che la sola minaccia di una evenienza di questo tipo indurrà il monopolista a mantenere bassi i prezzi e a produrre nel modo più efficiente possibile, per mantenere bassi i costi, sfruttando tutte le economie di scala e ogni nuova tecnologia a sua disposizione.
I costi nulli di entrata e di uscita (nel e) dal mercato costituiscono un incentivo per le imprese a entrare in un mercato dove è presente una sola impresa; infatti, quando si crea una nuova impresa bisogna sostenere ingenti spese in impianti e macchinari.

Una volta impiegato, il capitale diventa fisso.

Se questo costo fisso non è superiore a quello dell'impresa già presente sul mercato, allora l'impresa entrante potrebbe riuscire ad operare sul mercato. Ma in caso di insuccesso, e quindi nella necessità di dover uscire dal mercato, l'impresa riesce a recuperare il capitale investito, per poterlo utilizzare in modo diverso, solo se non ci sono costi di uscita.

Questo accade quando il capitale strumentale investito può essere trasferito, cioè non ci sono costi fissi irrecuperabili (Sunk Cost).

Questa situazione incentiva le imprese a correre il rischio di entrare in un mercato monopolistico, perché sanno che, male che vada, potranno recuperare il capitale investito e destinarlo ad altri impieghi.

Per esempio un'impresa di trasporti su ruota, che decide di aprire lo stesso servizio su una linea già servita da una sola impresa, se non riesce a rimanere sul mercato, potrà utilizzare i suoi mezzi di trasporto su un'altra linea in quanto il loro costo non è irrecuperabile.

Quanto minori sono i costi di uscita, tanto più contendibile sarà il mercato.

Quanto più contendibile è il mercato, tanto più un'industria, anche monopolistica, sarà costretta ad operare in condizioni simili a quelle della concorrenza perfetta.

Quindi se un monopolio riesce a operare in un mercato perfettamente contendibile, vuol dire che, grazie alle economie di scala, può produrre a costi bassi, e mantenere il profitto e i prezzi più bassi per effetto della concorrenza potenziale.